# Imnadia cristata
Imnadia cristata é uma espécie de crustáceo da família Limnadiidae.
É endémica da Sérvia e Montenegro.